# Søren Kjær (forfatter)
 For alternative betydninger, se Søren Kjær. (Se også artikler, som begynder med Søren Kjær)
Søren Mortensen Kjær (født ca. 1510 i Ribe, død 23. marts 1582 i Kolding) var en dansk forfatter, oversætter og salmedigter; derudover arbejdede han som tolder, rigsskriver og borgmester i Kolding. Kaldet Søren Skriver, fordi han fungerede som rigets skriver fra 1536. Gift omkring 1545 med Anna Knudsdatter Thuresen (ca. 1515-1582). Søren Mortensen Kjær var søn af Morten Skræder (?-ca. 1538) og Marianne Sørensdatter.

## Børn
Børn:
- Else Sørensdatter (født ca 1535 - død 1625), gift med rådmand og købmand i Kolding Povel Jenssøn
- Hans Sørensen (født ca 1555 - død 1634), stamfader til slægten Paludan